# Parafia Niepokalanego Serca Najświętszej Maryi Panny w Kopciach
Parafia Niepokalanego Serca Najświętszej Maryi Panny w Kopciach – parafia rzymskokatolicka znajdująca się w Kopciach, należąca do dekanatu Raniżów w diecezji sandomierskiej. Wyodrębniona z parafii w Dzikowcu, erygowana w 1983. Prowadzą ją księża diecezjalni. 
Kościół parafialny pw. Niepokalanego Serca Najświętszej Maryi Panny w Kopciach został zbudowany w latach 1957–1963 według projektu architekta Wawrzyńca Dayczaka.
Do parafii należą wierni z miejscowości: Kopcie i Płazówka.